# استان هوانگهه جنوبی
استان هوانگهه جنوبی (کره‌ای: 황해남도; مک‌کیون–ریشاور: Hwanghaenam-do؛ تلفظ در کره‌ای: [ɸwaŋ.ɦɛ.nam.do])، یک استان در غرب کشور کره شمالی است که در منطقهٔ هه‌سو واقع شده‌ که مرکز آن هه‌جو است. این استان درسال ۱۹۵۴ و زمانی که استان هوانگهه سابق به هوانگهه شمالی و جنوبی تقسیم شد، تشکیل شد.

## خصوصیات
استان هوانگهائه جنوبی ۸٬۴۵۰ کیلومترمربع مساحت و ۲٬۳۱۰٬۴۸۵ نفر جمعیت دارد.